# Pálfy József (evangélikus lelkész)
Pálfy József (Farád, 1812. augusztus 22. – Sopron, 1869. július 4.) evangélikus lelkész, képzőintézeti igazgató-tanár.

## Élete
Farádon született, id. Pálfy István haszonbérlő és Erdélyi Katalin gyermekeként. Tanulmányait Kis János szuperintendens védszárnyai alatt Sopronban kezdte s mivel külföldre nem mehetett, 1833-ban a bécsi teológiai fakultásra iratkozott be. Hazatérte után három évig gróf Zay Károly, az ágostai evangélikus egyház akkori felügyelőjének házánál nevelősködött, majd komáromi segédlelkész és a leányok tanítója lett. 1839-ben a Balaton mellé Mencshelyre (Veszprém vármegye) vitték lelkésznek, Innét csakhamar Sopronba hívták meg a grammatikai osztály vezetésére, mely állásában a latin helyett a magyar nyelvet tette az intézet tannyelvévé. Tanári székét azonban ismét papsággal cserélte föl a nagygeresdi (Sopron vármegye) egyházban, amidőn az egyházi ügyekben is tevékeny részt vett mint kerületi számvevő (1842-től 1849-ig). A kerület kivánságára 1853-ban jövedelmesebb papi hivatalát ismét elhagyta és Sopronba ment a líceum és tanítóképző igazgatására s egyszersmind magyar lelkésznek. Az általa indítványozott gyámoló intézet (munkára képtelen lelkészek, tanárok és tanítók vagy ezek özvegyei s árvái, az általuk mérsékelt összeg befizetése mellett nyugdíjban részesülnek) 1846-ban létesült. A képző-intézet külön választása, új épületben és önállóan történt megszervezése (1858) az ő érdeme; az egyházaknak általános tömeges biztosítása szintén az ő eszméje és műve. Részt vett abban a tanácskozásban, mely a magyar protestáns egyház szervezete ügyében 1855 május-júniusában Bécsben volt megtartva.
Nevelősködése alatt írt a Jelenkorba és a Honművészbe; cikke a Néptanítók Lapjában (1868. A tanítóképezdékről).

## Munkái
- Pálfy József bejárta egyházi oklevél-tárokban tett tapasztalások, pályákra fölosztva. Fölajánltatik e dolgozat a magyar nagy közönségnek, kivált azon széplelkű honfiaknak, kik magokat a vallás ügyében vakon vezettetni nem hagyják. A kor sürgető kivánatit pótló eredeti munka, készült Ungvárt 1843. és 1844. év. Buda, 1846.
- A keresztyén vallástudomány veleje. Sopron, 1850.
- A dunántúli ágost. hitv. evang. egyházkerület Névtára 1853-ra. Pápa, 1853.
- Oskolai beszédek, mellyek a soproni ág. v. evang. főtanodai ifjúság előtt tartattak az 1853-1854. és az 1854-55. tanévben. Sopron, 1854-55. Két füzet.
- Gyakorlati útmutatás a fejszámolásban, tekintettel az új pénznemekre. Elemi tanítók és képezdei növendékek számára. Uo. (1858.).
- Ábéce és elemi olvasókönyv ev. népiskolák számára. Uo. év n.
- Luther Márton kis kátéja, Wendel Henrik magyarázatával, átdolgozta. Uo. 1859. (2. kiadás 1862., 4. k. 1880. Uo.).
- A keresztény anyaszentegyház rövid története. Népiskolák számára. Uo. év n. (2. kiadás. Pest, 1863., 3. k. Bpest, 1877., 4. k. 1881., 5. k. 1886., 6. k. 1891., 7. k. 1896. Uo.).
- Magányos áhitatosság oltára. Imádságos könyv evang. keresztyének számára. Pest, év n. (2. bőv. kiadás. Uo. 1861.).
- Utasítás ev. népiskolatanítók számára. Pest, 1860. (Nyom. Sopronban 1860.).
- Segédkönyv. Evang. népiskola-tanítók számára. I. kötet. A zsidó földnek és a zsidó nép erkölcseinek megismertetése. Soprony, 1864. Palaestina térképével.
- A keresztyén anyaszentegyház története, protestáns ifjuság számára. Pest, 1865. 2. jav. kiadás, 3. k. Bpest, 1874., 4. jav. k. 1879., 5. jav. k. 1888., 6. k. 1893.).
- Bibliai történetek ev. népiskolák számára. 2. kiadás. Magyar-Óvár, 1869. és 1880.